# Nintendo Puzzle Collection
Nintendo Puzzle Collection (ニンテンドーパズルコレクション?, Nintendō Pazuru Korekushon) è una raccolta di videogiochi rompicapo pubblicata dalla Nintendo per GameCube nel 2003. Il gioco contiene rifacimenti o conversioni di tre videogiochi rompicapo della Nintendo: Dr. Mario 64, Yoshi's Cookie, and Panel de Pon. Il gioco è stato pubblicato in Giappone il 7 febbraio 2003. L'uscita in Nord America ed Europa è stata pianificata ma successivamente annullata.
Tutte le copie di Nintendo Puzzle Collection erano in bundle con il GCN-GBA link cable in modo da sfruttare la capacità di scaricare una versione semplificata dei giochi in una console Game Boy Advance.

## Modalità di gioco
Nintendo Puzzle Collection è una compilation di tre rompicapo originariamente distribuiti per le precedenti versioni delle console dalla Nintendo. Tutti i giochi supportano sia la modalità giocatore singolo che il multiplayer fino a quattro giocatori. Il gioco supporta la connettività tra GameCube e Game Boy Advance, permettendo ai giocatori di usare il Game Boy Advance come controller. Una versione semplificata di ciascun gioco può essere scaricata e giocata indipendentemente sul Game Boy Advance, che li mantiene in memoria fino al riavvio della consolle portatile.

### Dr. Mario
Dr. Mario (Dr.マリオ?) è un adattamento di Dr. Mario 64, originariamente distribuito nel 2001 per la Nintendo 64. Come tutti i giochi della serie, il gioco consiste nell'eliminare virus multicolore dal campo di gioco accostandoli a capsule dello stesso colore.
Dr. Mario è stato realizzato sotto la direzione di Hitoshi Yamagami e Yoshiyuki Kato, mentre la colonna sonora è stata composta da Manabu Fujiki e Seiichi Tokunaga. La versione scaricabile per Game Boy Advance è un'emulazione della versione per la Nintendo Entertainment System.

### Yoshi's Cookie
Yoshi's Cookie (ヨッシーのクッキー?, Yosshī no Kukkī) è stato originariamente distribuito per Nintendo Entertainment System, Super Nintendo Entertainment System, Super Famicom, e Game Boy nel 1992.
Yoshi's Cookie è stato realizzato sotto la direzione di Yasuhiro Minamimoto e Azusa Tajima, mentre la colonna sonora (basata su quella dell'originale Yoshi's Cookie) è stata arrangiata da Ai Yamashita. La versione scaricabile per Game Boy Advance è un'emulazione della versione per la Nintendo Entertainment System.

### Panel de Pon
Panel de Pon (パネルでポン?, Paneru de Pon) è un aggiornamento del gioco per Super Famicom del 1995 Panel de Pon: Puzzle Action Game, che al di fuori del Giappone è stato ribattezzato Tetris Attack. Rispetto al gioco originale dispone di un numero maggiore di funzionalità, ed è presentato come un sequel incentrato sui discendenti dei protagonisti originali. Si basa sulla versione per Nintendo 64 distribuita internazionalmente con il nome Pokémon Puzzle League e mai distribuita in Giappone.
Panel de Pon è stato realizzato sotto la direzione di Hitoshi Yamagami e Yukimi Shimura, mentre la colonna sonora and the music (basata su quella dell'originale Panel de Pon) è stata arrangiata da Masaru Tajima.

## Sviluppo
Nintendo Puzzle Collection è stato sviluppato in collaborazione da Nintendo e Intelligent Systems. Intelligent Systems ha precedentemente sviluppato  Panel de Pon, uno dei giochi disponibili, per Super Famicom nel 1995. Prima di essere annunciato nel dicembre 2002, il nome provvisorio del gioco era Masterpiece Puzzle Collection. Nintendo Puzzle Collection è stato mostrato, in versione giocabile, all'E3 2003, dove è stata annunciata la distribuzione in Nord America ed Europa. Tale distribuzione è stata in seguito cancellata per ragioni ignote.

## Accoglienza
A causa della distribuzione limitata al Giappone, i dati sul gradimento di Nintendo Puzzle Collection sono limitati. Il gioco ha un punteggio aggregato di 75% su GameRankings basato su due recensioni.
Michael Cole di Nintendo World Report nel recensire una copia importata attribuisce a Nintendo Puzzle Collection un punteggio di 8 su 10. Secondo Cole Dr. Mario è il meno brillante dei tre giochi, criticando la mancanza di originalità della grafica ed una giocabilità frustrante. Sottolinea inoltre che mentre Panel de Pon ha la migliore giocabilità dei tre titoli, è Yoshi's Cookie ad avere la grafica più piacevole.
Defunct Games posiziona Nintendo Puzzle Collection al 44º posto nella lista delle 50 compilation che hanno scosso il mondo (The 50 Compilations That Rocked The World). Anche se la selezione è definita "consistente" ("solid") e "divertente ora come lo sarà sempre" ("just as addictive now as they ever were"), si sottolinea che il titolo avrebbe ottenuto una posizione migliore in classifica se fossero stati inclusi più giochi.